# Les Plouffe
Pour les articles homonymes, voir Les Plouffe (roman) et Plouffe.
Série
Le Crime d'Ovide Plouffe
(1984)
Pour plus de détails, voir Fiche technique et Distribution.
Les Plouffe est un film québécois réalisé par Gilles Carle en 1981. Le film reprend au cinéma les célèbres personnages du roman, ayant le même titre, de Roger Lemelin paru en 1948. 
La Famille Plouffe a été une première adaptation du roman à la radio en 1952. De 1953 à 1959, une adaptation télévisée est diffusée sous forme de feuilleton hebdomadaire.
La première eut lieu le 7 avril 1981 au Théâtre Capitol de Québec. Outre les membres de la distribution, le premier ministre du Canada, Pierre Elliott Trudeau, le maire de Québec, Jean Pelletier et plus de 2000 curieux dans les rues et aux alentours du Capitol.

## Synopsis
Dans les années 1930 et 1940, la famille Plouffe est une famille typique de la ville de Québec secouée par la guerre et la crise économique. Les différents membres de la famille dans leur vie, souvent difficile, sont suivis.
Le père de famille, Théophile, ancien champion cycliste, travaille dans une imprimerie. À la veille de la retraite, c’est un nationaliste contre la conscription pour qui il n’est pas question que ses fils aillent se faire tuer à la guerre.
L’aîné, Napoléon, cherche un emploi et peut-être une compagne. Guillaume, le sportif, est obnubilé par le seul baseball. Celui que la mère Plouffe a destiné à la vocation religieuse, Ovide, est l’intellectuel du groupe familial, amoureux de l’Opéra.
À 42 ans, Cécile est encore célibataire et secrètement amoureuse d’un chauffeur d’autobus marié avec les risques de scandale que cet amour implique. La mère de famille, Joséphine, dévote et dévouée, protège tous ses enfants.

## Fiche technique
- Réalisation : Gilles Carle
- Production : Justine Héroux
- Scénario : Gilles Carle et Roger Lemelin
- Direction photo : François Protat
- Direction artistique : William McCrow
- Montage : Yves Langlois
- Musique : Claude Denjean et Stéphane Venne
- Chanson thème : Nicole Martin ("Il était une fois des gens heureux" et, dans la version anglaise du film : "Do You Remember When The World Was Round")
- Costumes : Nicole Pelletier
- Affiche : Michel Landi (France)

## Distribution

### Personnages principaux
- Gabriel Arcand : Ovide Plouffe, le fils
- Rémi Laurent : Denis Boucher
- Pierre Curzi : Napoléon Plouffe, le fils
- Denise Filiatrault : Cécile Plouffe, la fille
- Juliette Huot : Joséphine Plouffe, la mère
- Émile Genest : Théophile Plouffe, le père
- Serge Dupire : Guillaume Plouffe, le fils
- Anne Létourneau : Rita Toulouse
- Louise Laparé : Jeanne Duplessis
- Paul Berval : Onésime Ménard
- Donald Pilon : Stan Labrie
- Gérard Poirier : Curé Folbèche

### Personnages secondaires
- Stéphane Audran : Mme Boucher
- Jean-Pierre Cartier : L’aumonier
- Daniel Ceccaldi : Le Père Alphonse
- Georges Delisle : Père Lelièvre
- René-Daniel Dubois : Receveur de Guillaume
- Paul Dumont : Tom Brown
- J. Léo Gagnon : Rosario, le bedeau
- Amulette Garneau : Ramona
- Marc Gélinas : Jos Bonefon
- Claude Grisé : Docteur au sanatorium
- Denis Lavergne : François Thibodeau
- Denys Paris : Frère acolyte du Frère Léopold
- Gilles Renaud : Phil Talbot
- Jean Ricard : Cardinal Villeneuve
- Francine Ruel : Femme alitée au sanatorium
- Ghyslain Tremblay : Frère Léopold
- Kate Trotter : Suzan Connely, fiancée de Tom Brown
- Paule Verschelden : Bérangère Thibodeau

## Autour du film
C'est au producteur Denis Héroux que revient l'idée d'adapter au cinéma le roman de Roger Lemelin. On retrouve dans le film l'acteur Émile Genest, qui incarne ici Théophile, le père de famille, et interprétait Napoléon dans la série.
Le budget du film a été fixé à $4 800 000, ce qui en fait le film le plus cher fait au Québec à ce moment-là.  Le film est lancé en avril 1981 et sa sortie est un véritable événement.  La critique est globalement favorable et, malgré sa longueur, le film est un vrai succès populaire.  La chanson thème du film, interprété par Nicole Martin et composée par Stéphane Venne, un vieux complice de Gilles Carle, est aussi un grand succès.
Le film est présenté au Festival de Cannes en mai 1981 comme film d'ouverture de la Quinzaine des réalisateurs, une quatrième participation au festival pour Gilles Carle.  La version présente à Cannes est plus courte et suscite là encore une critique appréciative.  
Aux prix Génies du cinéma canadien, en 1982, le film est en lice pour quatorze prix et en reçoit sept, ce qui en fait le film le plus couronné de la soirée.  Par contre, il voit le prix du meilleur film lui échapper au profit de Ticket to Heaven de Ralph L. Thomas.

## Distinctions
- 1981 Prix international de la Presse au Festival des films du monde de Montréal
- 1982 Prix L.-E.-Ouimet-Molson
- 1982 Prix Génie pour la meilleure réalisation : Gilles Carle
- 1982 Prix Génie pour le meilleur scénario adaptant une œuvre originale d’un autre média : Gilles Carle et Roger Lemelin
- 1982 Prix Génie de la meilleure actrice dans un rôle de soutien : Denise Filiatrault
- 1982 Prix Génie de la meilleure direction artistique : William McCrow
- 1982 Prix Génie de la meilleure musique : Stéphane Venne et Claude Denjean
- 1982 Prix Génie de la meilleure chanson : Stéphane Venne (pour "Il était une fois des gens heureux", interprétée par Nicole Martin)
- 1982 Prix Génie du meilleur dessin de costumes : Nicole Pelletier